# Neuf-Berquin
Neuf-Berquin är en kommun i departementet Nord i regionen Hauts-de-France i norra Frankrike. Kommunen ligger i kantonen Merville som tillhör arrondissementet Dunkerque. År 2022 hade Neuf-Berquin 1 422 invånare.

## Befolkningsutveckling
Antalet invånare i kommunen Neuf-Berquin
| Referens: INSEE |